# Nokia 2760
Nokia 2760 er en klapbar mobiltelefon, introduceret af Nokia i 2007 og fremstillet i Ungarn.